# Hippoglossoides dubius
Hippoglossoides dubius is een straalvinnige vissensoort uit de familie van schollen (Pleuronectidae). De wetenschappelijke naam van de soort is voor het eerst geldig gepubliceerd in 1904 door Schmidt.

## Kenmerken
Het is een platvis die leeft op bodems in ondiepe kustwateren, op een diepte tussen 10 en 600 meter. Zijn oorspronkelijke leefgebied is de noordwestelijke Stille Oceaan, met name de zeeën van Japan en Ochotsk, en de kusten van Kamtsjatka en Korea. Het groeit tot 45 centimeter lang.

## Voortplanting
Het paaiseizoen van Hippoglossoides dubius is van februari tot april en het paaien vindt plaats op een diepte van 180 en 200 meter. Vrouwtjes ondergaan één voortplantingscyclus per jaar en produceren tijdens elke cyclus tussen de 90.000 en 950.000 eieren.